# Винославський Василь Миколайович
Василь Миколайович Винославський (14 січня 1920, Лука-Барська — 13 жовтня 1992) — український науковець, кандидат технічних наук, професор, засновник української наукової школи з електропостачання гірничих підприємств. Заслужений працівник вищої школи УРСР.

## Життєпис
Народився 14 січня 1920 року в селі Луці-Барській (нині Барського району Вінницької області). У 14 років почав працювати в автоколоні «Дорбуд» у Києві,  з 1935 по 1938 рік навчався в середній школі № 73 міста Києва, після закінчення якої вступив до Київського політехнічного інституту на електротехнічний факультет за спеціальністю «Електричні мережі та системи».
Під час радянсько-німецької війни добровольцем пішов на фронт. В 1941—1942 роках – слухач військового факультету зв’язку Червоної Армії в Ташкенті, після закінчення якого був призначений начальником зв’язку 1368-го зенітного артилерійського полку 25-ї дивізії Центрального фронту. Влітку 1943 року брав участь у важких боях під Понирями на Курській дузі, де був тяжко поранений. Після одужання в 1944 році капітан Василь Винославський був демобілізований у зв’язку з тяжким пораненням. Повернувся у Київський політехнічний інститут студентом і закінчив його з відзнакою в 1946 році.
У 1947—1950 роках навчався в аспірантурі кафедри електричних мереж і систем цього ж інституту. У 1952 році захистив кандидатську дисертацію, з 1954 року — доцент, з 1972 року — професор. У 1955—1988 роках — завідувач кафедри електропостачання, у 1958—1963 і 1967—1988 роках (у 1955 році — виконувач обов'язків) декан гірничого факультету (гірничий, автоматики та приладобудування, гірничої електромеханіки та автоматики). З 1988 по 1992 рік працював професором кафедри електропостачання факультету електроенергетики та автоматики. 

Могила Василя Винославського

Жив у Києві у «Будинку працівників науки» за адресою: вулиця Микільсько-Ботанічна, 14/7, квартира 45. Помер 13 жовтня 1992 року. Похований на Байковому кладовищі.

## Наукова діяльність
Опублікував 126 наукових праць, в тому числі монографію і чотири навчальних видання. Основні праці:
- «Розрахунок електричних розподільчих мереж» (1969);
- «Проектування систем електропостачання» (1980, Лейпціг; 1981, Київ, у співавторстві);
- «Електричні системи та мережі» (1986, у співавторстві);
- «Перехідні процеси в системах електропостачання» (1989, у співавторстві).

Підготував 34 кандидатів наук, подав дієву допомогу в захисті 5 докторських дисертацій.

## Відзнаки
Заслужений працівник вищої школи УРСР (з 1974 року). Лауреат Державної премії України в галузі науки і техніки 2005 року (посмертно) за підручник «Переходные процессы в системах електроснабжения» (у співавторстві).
Нагороджений орденами Вітчизняної війни І ступеня, Жовтневої Революції, «Знак Пошани», 11-ма медалями.